# Чулпаз (Хунедоара)
Чулпаз (рум. Ciulpăz) насеље је у Румунији у округу Хунедоара у општини Пестишу Мик. Oпштина се налази на надморској висини од 511 m.

## Становништво
Према подацима из 2002. године у насељу је живело 55 становника, од којих су сви румунске националности.